# جيانكارلو
جيانكارلو هو لاعب كرة قدم برازيلي في مركز الهجوم، ولد في 14 يناير 1990 في Iguatemi ‏ في البرازيل. لعب مع PKNP F.C. ‏.

## وصلات خارجية
- جيانكارلو على موقع قاعدة بيانات كرة القدم.إي يو (الإنجليزية)
- جيانكارلو على موقع Soccerway.com (الإنجليزية)